# Violette Wautier
Violette Wautier (in thailandese วิโอเลต วอเทียร์; Yokohama, 10 ottobre 1993) è una cantante e attrice thailandese.

## Biografia
Di origini belghe, si è fatta conoscere a livello nazionale dopo aver preso parte alla seconda stagione di The Voice Thailand. Ha successivamente debuttato come attrice, riuscendo a vincere un Suphannahong National Film Award, il premio cinematografico più importante in Thailandia, come Miglior attrice non protagonista per il suo ruolo in Heart Attack, oltre ad ottenere un Thai Film Director Award e una statuetta dalla Bangkok Critics Assembly.
Il suo primo album in studio Glitter and Smoke, anticipato dagli estratti Drive, Smoke, Brassac e I'd Do It Again, è stato pubblicato dalla Universal Music Thailand nel 2020. Il disco, che ha valso una nomination agli MTV Europe Music Awards nella categoria Best Southeast Asian Act, è stato promosso da una tournée tra novembre e dicembre 2020, e in seguito fermata a causa della pandemia di COVID-19 che ha interessato la nazione.
Il lancio della Thailand Songs nel febbraio 2022 le ha permesso di conseguire la sua prima entrata al 3º posto con Tha thoe, una collaborazione con Stamp.

## Discografia

### Album in studio
- 2020 – Glitter and Smoke
- 2022 – Your Girl
- 2024 – Call Me Dramatic

### Album di remix
- 2023 – Your Girl (Acoustic)

### Singoli
- 2015 – Whisper
- 2017 – Stop Asking
- 2017 – Goodbye
- 2018 – Drive
- 2018 – Phiangpho (con i Potato)
- 2018 – Smoke
- 2019 – Deep Down (con Daboyway)
- 2020 – Brassac
- 2020 – I'd Do It Again
- 2021 – Kaktua
- 2021 – Love-Hate (con Mew Suppasit)
- 2021 – Tangtae mi thoe chan mi khwam suk
- 2021 – Future Ghost (con i Weird Genius)
- 2021 – Taste Your Love
- 2021 – Dut fun (Home) (con Morvasu)
- 2022 – Tenram kap patchuban
- 2022 – Chintanakan
- 2022 – Pen thoe (Brighter Sky)
- 2023 – Lok rai (Sick) (feat. Patrickananda)
- 2023 – Drunk
- 2023 – Turn Back Time (con Zack Tabudlo)
- 2024 – Envy
- 2024 – Dancing on a Graveyard
- 2024 – Favourite Mistake
- 2024 – Thoe di thisut (What I Say Is True)

### Colonne sonore
- 2015 – Phleng prakop lakhon aep rak onlai
- 2017 – Changwa cha rak
- 2018 – Plaithang khue khun
- 2020 – Follow Me (con i Paris)
- 2021 – Khon samkhan
- 2022 – Tha thoe (con Stamp)
- 2023 – Kham wela

## Filmografia

### Cinema
- The Swimmers (in thailandese ฝากไว้..ในกายเธอ), regia di Sopon Sukdapisit (2014)
- Heart Attack (in thailandese ฟรีแลนซ์..ห้ามป่วย ห้ามพัก ห้ามรักหมอ), regia di Nawapol Thamrongrattanarit (2015)
- A Gift (in thailandese พรจากฟ้า), regia di Jira Maligool, Nithiwat Tharathorn, Chayanop Boonprakob e Kriangkrai Vachiratamporn (2016)
- Die Tomorrow (in thailandese ดายทูมอร์โรว์), regia di Nawapol Thamrongrattanarit (2017)
- One for the Road, regia di Nattawut Poonpiriya (2021)

### Televisione
- Endless Love - Rak hmod jai – serie TV, episodi 1x15 (2019) – Min
- Blackout – serie TV, episodi 1x8 (2021) – Mew